# Sebaea spathulata
Sebaea spathulata là một loài thực vật có hoa trong họ Long đởm. Loài này được Steud. miêu tả khoa học đầu tiên.